# Henry Jacques Delpy
 (avril 2019).
Henry Jacques Delpy, né à Bois-le-Roi le 28 juin 1877 et mort à Paris le 24 novembre 1957, est un peintre français.
Il est le fils et élève du peintre Hippolyte Camille Delpy (1842-1910).

## Biographie
Henry Jacques Delpy est un peintre paysagiste de l'école de Barbizon comme son père dont il fut l’élève. Il s'engage très tôt dans la carrière artistique.
Il se spécialise dans les paysages d'eau, en particulier des variations sur les bords de rivières. 
Ses œuvres sont marquées par l’influence de son père et de Charles-François Daubigny (1817-1878) : il peint des sous-bois empreints de mélancolie, des étangs, des bords de l'Oise, de la Seine et des paysages toujours plein de sensibilité et de silence, sur lesquels pèse un ciel lourd avec une luminosité et des couleurs audacieuses, qui pour se répéter ne manque pas d’émotion toute poétique.
Il utilise une touche légère, rapide et transparente qui rappelle celle des impressionnistes. L’artiste effectue une véritable synthèse entre ce mouvement et l’école de Barbizon, insufflant ainsi cette ambiance atmosphérique calme et sereine si particulière, notamment,  dans la transparence de l’eau et surtout des crépuscules, dont, tout comme son père, il est spécialiste.  
Les ciels et l'eau sont magnifiés par sa palette qui utilise un éventail de couleurs inhabituelles et originales formant des associations inédites mais qui ont pour effet de donner un caractère pittoresque et de tranquillité à l'ensemble de la toile.
Il participa au Salon des artistes français, dont il était sociétaire ainsi qu’au Salon des indépendants.